# اردوگاه مرگ خلمنو
اردوگاه مرگ خلمنو (به آلمانی: Vernichtungslager Kulmhof) از بزرگترین اردوگاه‌های کار اجباری نازی‌ها بود و اولین مرکز کشتار که توسط حزب ناسیونال سوسیالیست کارگران آلمان در سال ۱۹۴۱ در ۵۰ کیلومتری شهر لودتس ساخته شد.
این اردوگاه، که مشخصاً برای هیچ هدفی جز کشتار جمعی در نظر گرفته نشده بود، از ۸ دسامبر ۱۹۴۱ تا ۱۱ آوریل ۱۹۴۳، همزمان با عملیات راینهارد در مرگبارترین مرحله هولوکاست، و دوباره از ۲۳ ژوئن ۱۹۴۴ تا ۱۸ ژانویه ۱۹۴۵، در طول ضد حمله شوروی، فعال بود.
در سال ۱۹۴۳، تغییراتی در روش‌های کشتار اردوگاه ایجاد شد زیرا ساختمان پذیرش قبلاً تخریب شده بود. حداقل ۱۵۲۰۰۰ نفر در اردوگاه به قتل رسیدند، که آن را به پنجمین اردوگاه نابودی مرگبار پس از اردوگاههای مرگ آشویتس، تربلینکا، بلزک و سوبیبور تبدیل می‌کند. با این وجود، دادستانی آلمان غربی در جریان محاکمات خلمنو که بین سال‌های ۱۹۶۲ تا ۱۹۶۵ برگزار شد، با استناد به آمار ارائه شده توسط نازی‌ها، اتهاماتی مبنی بر قتل دست‌کم ۱۸۰,۰۰۰ نفر را مطرح کرد. خلمنو مکانی برای آزمایش‌های اولیه در توسعه برنامه نابودی نازی‌ها بود.
نیروهای ارتش سرخ شهر خلمنو را در  تصرف کردند. تا آن زمان، آلمانی‌ها بینات وجود اردوگاه را از بین برده بودند و هیچ زندانی‌ای باقی نگذاشته بودند. یکی از بازماندگان اردوگاه، که در آن زمان پانزده ساله بود، گواهی داد که تنها سه مرد یهودی به طور موفقیت‌آمیز فرار کرده بودند. دانشنامه هولوکاست هفت یهودی را که فرار کرده بودند شمارش کرد.

## پیش‌زمینه
Chełmno nad Nerem یک روستا در لهستان است که در سال ۱۹۳۹ به آلمان نازی ضمیمه شد و در دوران اشغال آلمان به نام Kulmhof تغییر نام داد. اردوگاه خلمنو (Kulmhof) توسط SS-Sturmbannführer هربرت لانگه، پس از آزمایش‌های گاز ون او در قتل ۱,۵۵۸ زندانی لهستانی اردوگاه کار اجباری سولدائو در شمال شرقی Chełmno nad Nerem تأسیس شد. در اکتبر ۱۹۴۱، لانگه منطقه را برای یافتن مکانی مناسب برای یک مرکز نابودی بازدید کرد و خلمنو در نزدیکی رودخانه Ner را به دلیل املاک آن، با یک خانه بزرگ مشابه مرکز کشتار Sonnenstein که می‌توانست با تغییرات جزئی برای پذیرش انبوه زندانیان استفاده شود، انتخاب کرد.
کارکنان این تأسیسات به‌طور شخصی توسط ارنست دامتسوگ، فرمانده پلیس امنیت و SD از مقر در پوزنان اشغالی (Posen) انتخاب شدند. دامتسوگ SS-Sonderkommando Lange (واحد ویژه) را تشکیل داد، و هربرت لانگه را به عنوان اولین فرمانده اردوگاه منصوب کرد به دلیل تجربه او در قتل‌عام لهستانی‌ها از لهستان بزرگ.
دو ون به اصطلاح Kaisers-Kaffe که توسط کارخانه Gaubschat در برلین ساخته شده بودند، در نوامبر تحویل داده شدند. خلمنو عملیات گازدهی انبوه را با استفاده از وسایل نقلیه تأیید شده توسط راینهارد هایدریش از اداره اصلی امنیت رایش آغاز کرد. دو ماه بعد، در ۲۰ ژانویه ۱۹۴۲، هایدریش، که قبلاً اثربخشی قتل صنعتی با گازهای اگزوز را تأیید کرده بود، جلسه‌ای محرمانه از مقامهای آلمانی را فراخواند تا راه حل نهایی مسئله یهود را در سراسر اروپا تحت عنوان «اسکان مجدد»" به اجرا بگذارند.

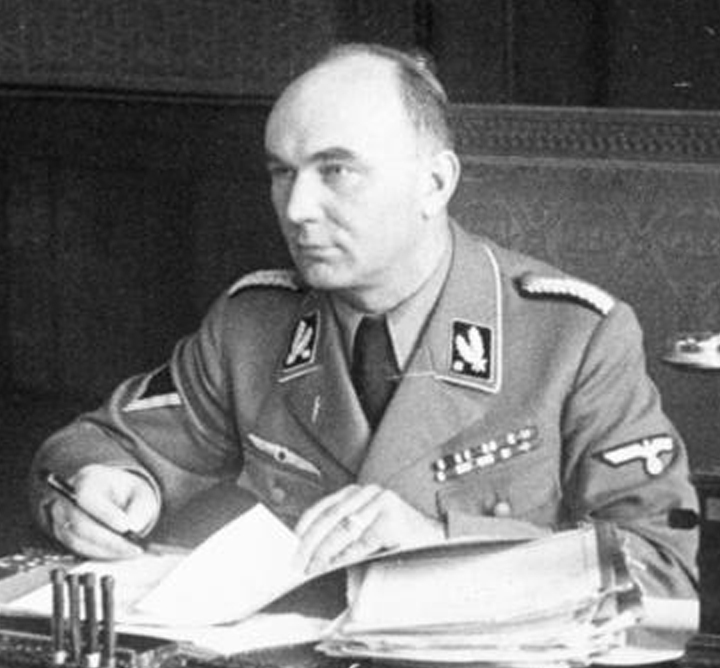
آرتور گرایزر در پوزنان (پوزن)، ۱۹۳۹

استفاده از مرکز کشتار در خلمنو برای قتل‌عام تعداد زیادی از یهودیان که به گتو ووچ تبعید شده بودند («درمان ویژه») توسط آرتور گرایزر، فرماندار رایخس‌گائو وارته‌لاند آغاز شد. در نامه‌ای به هیملر به تاریخ ۳۰ مه ۱۹۴۲، گرایزر به مجوزی که از او و راینهارد هایدریش دریافت کرده بود اشاره کرد، و بیان کرد که برنامه مخفیانه قتل ۱۰۰,۰۰۰ یهودی لهستانی، حدود یک‌سوم کل جمعیت یهودیان رایخس‌گائو وارته‌لاند، به زودی اجرا خواهد شد. طرح گرایزر بر اساس تصمیم دولت آلمان در اکتبر ۱۹۴۱ برای تبعید یهودیان آلمانی به گتو ووچ بود. گرایزر و SS تصمیم گرفتند برای یهودیان ورودی فضا ایجاد کنند با نابودی جمعیت یهودیان لهستانی موجود در منطقه.
بر اساس بینات پس از جنگ ویلهلم کوپه، رهبر عالی SS و پلیس برای رایخس‌گائو وارته‌لاند، کوپه دستوری از هیملر دریافت کرد تا با گرایزر در مورد «درمان ویژه» درخواست شده توسط او همکاری کند. کوپه عملیات نابودی را به ارنست دامزوگ از پلیس امنیت در پوزنان سپرد. دامزوگ از آن پس بر عملیات روزانه اردوگاه نظارت داشت.

## ساختار اردوگاه
مرکز کشتار شامل یک املاک مانوری خالی در روستای خلمنو در رودخانه نر و یک پاکسازی بزرگ جنگلی حدوداً چهار کیلومتر در شمال غربی خلمنو، در جاده‌ای به سمت شهر کوو که با جمعیت یهودی قابل توجه که قبلاً به گتو تبدیل شده بود، بود. این دو سایت به ترتیب به عنوان Schlosslager (اردوگاه خانه مانور) و Waldlager (اردوگاه جنگلی) شناخته می‌شدند.
در محوطه املاک یک خانه بزرگ دو طبقه آجری به نام «قصر» وجود داشت. اتاق‌های آن برای استفاده به عنوان دفاتر پذیرش، از جمله فضایی برای قربانیان برای لباس درآوردن و تحویل دادن اشیاء قیمتی‌شان، تطبیق داده شده بود. کارکنان و نگهبانان SS و پلیس در ساختمان‌های دیگر در شهر اسکان داده شده بودند. آلمانی‌ها یک حصار چوبی بلند در اطراف خانه مانور و محوطه آن ساختند. پاکسازی در اردوگاه جنگلی، که شامل گورهای دسته‌جمعی بزرگ بود، نیز به همین ترتیب محصور شده بود. 
اردوگاه شامل مناطق جداگانه‌ای بود: یک بخش اداری با پادگان‌های نزدیک و انبار برای کالاهای غارت شده؛ و سایت دفن و سوزاندن دورتر که قربانیان به آنجا در سوپراستراکچرهای مهر و موم شده تحویل داده می‌شدند.

### عملیات

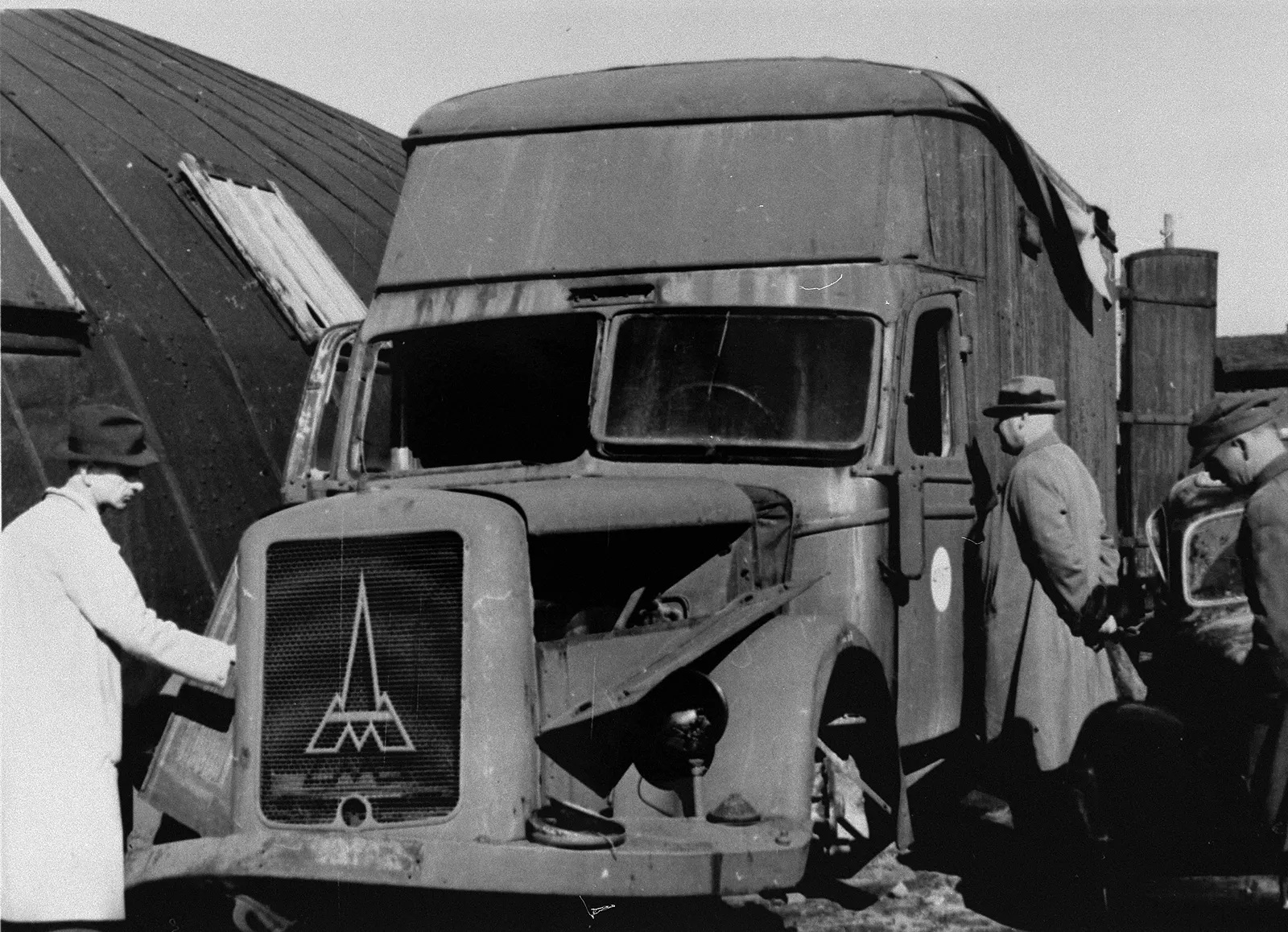
مدلی از خودروی گازی Magirus-Deutz که برای قتل در خلمنو استفاده می‌شد

واحد ویژه اردوگاه «لانگه» در ابتدا با دو ون تأمین شد، هر کدام حدود ۵۰ یهودی را که در مسیر به جنگل گاز گرفته شده بودند، حمل می‌کردند. بعداً، لانگه سه ون گاز از RSHA در برلین برای قتل تعداد بیشتری از قربانیان دریافت کرد. این وسایل نقلیه توسط شرکت Gaubschat در برلین به اتاق‌های گاز متحرک تبدیل شده بودند که تا ژوئن ۱۹۴۲، بیست عدد از آنها را مطابق با سفارش خرید SS تولید کرده بود. محفظه‌های مهر و موم شده نصب شده روی شاسی دارای دریچه‌هایی در کف - با قطر حدود ۶۰ میلی‌متر (۲.۴ اینچ) - بودند که لوله‌های فلزی در زیر آن‌ها جوش داده شده بود و اگزوز موتور به داخل آن‌ها هدایت می‌شد.
قربانیان عموماً از خفگی می‌مردند، با «بدن‌هایی که آبی، خیس از عرق و ادرار، و پاهایی پوشیده از مدفوع و خون قاعدگی بیرون انداخته می‌شدند». رانندگان ون‌های گاز همچنین صدای فریاد و کوبیدن قربانیان به دیوارها را می‌شنیدند.
SS ابتدا از مونوکسید کربن خالص از سیلندرهای فولادی برای قتل بیماران روانی در بیمارستان‌های نابودی عملیات تی ۴ استفاده کرده بود و بنابراین دانش قابل توجهی از کارایی آن داشت. برای همه مقاصد عملی، نابودی توسط ون‌های گاز متحرک پس از عملیات بارباروسا در سال ۱۹۴۱ به همان اندازه کارآمد ثابت شد. در سرزمین‌های تازه اشغال شده، ون‌های گاز برای قتل بیماران روانی و همچنین یهودیان در گتوهای نابودی استفاده می‌شدند. با استفاده از تنها سه ون در جبهه شرقی، بدون هیچ گونه نقصی در وسایل نقلیه، آینزاتس‌گروپن توانستند ۹۷۰۰۰ اسیر را در کمتر از شش ماه بین دسامبر ۱۹۴۱ و ژوئن ۱۹۴۲ به قتل برسانند. SS درخواست‌های فوری برای ون‌های بیشتر به برلین ارسال کرد.

## کشتار با ون‌های گاز

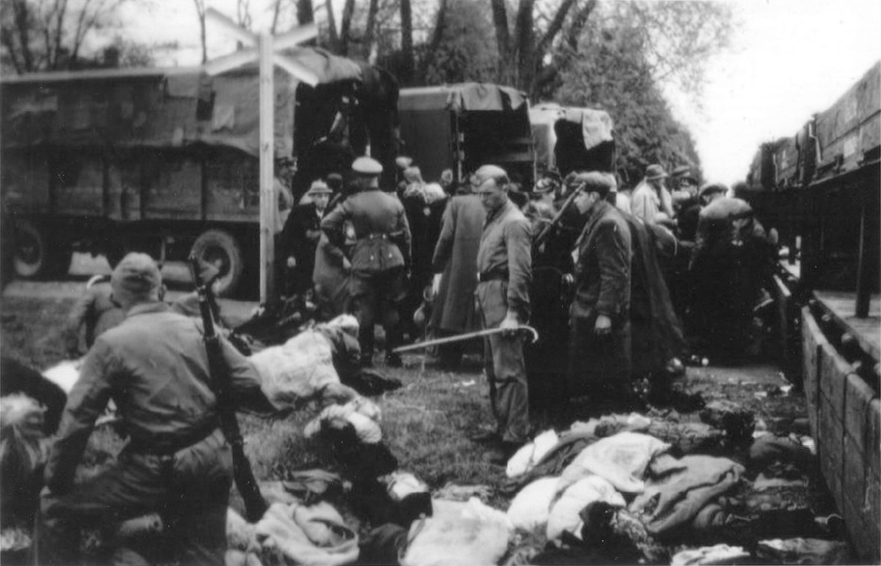
یهودیان با قطار به کوو، سپس به پاویرچیه در نزدیکی آن، و با کامیون‌های بیش از حد شلوغ به اردوگاه منتقل می‌شدند. آن‌ها مجبور بودند بسته‌های خود را در طول مسیر رها کنند. در این عکس، بارگیری قربانیان فرستاده شده از گتو ووچ نشان داده شده است.

اس‌اس و پلیس شروع به قتل قربانیان در چلمنو کردند. اولین افرادی که به اردوگاه منتقل شدند، جمعیت یهودی و کولی های کوو، دابی، سامپولنو، کلوداوا، بابیاک، ایزبیتسا کویافسکا، بوگاج، نووین بردووسکیه و کوواله پانگسکیه بودند. مجموعاً ۳۸۳۰ یهودی و حدود ۴۰۰۰ کولی تا قبل از فوریه ۱۹۴۲ با گاز کشته شدند. قربانیان از سراسر شهرستان کوو به کوو با قطار آورده شدند و آخرین توقف در پاویرچیه بود.  
با استفاده از شلاق، اوردنونگس‌پولیتسای آنها را به سمت رودخانه وارتا هدایت کرد، جایی که آنها را شبانه در یک آسیاب قفل کردند، بدون غذا یا آب. صبح روز بعد، آنها را به کامیون‌ها بار کردند و به چلمنو بردند. در «قصر»، آنها از اموال خود محروم شدند، به ون‌ها منتقل شدند و در راه به خندقهای دفن در جنگل با دود اگزوز کشته شدند. میانگین روزانه اردوگاه حدود شش تا نه بار ون پر از مردگان بود. رانندگان از ماسک‌های گاز استفاده می‌کردند. از ژانویه ۱۹۴۲، حمل و نقل‌ها شامل صدها لهستانی و اسیران جنگی شوروی نیز بود. علاوه بر این، آنها شامل بیش از ۱۰۰۰۰ یهودی از آلمان، اتریش، بوهمیا، موراویا و لوکزامبورگ بودند که ابتدا به گتو ووچ تبعید شده و هفته‌ها در آنجا زندگی کرده بودند. اس‌اس-شارفورر والتر بورمایستر، راننده ون گاز، فرآیند وارد کردن قربانیان به کامیون‌های گازی و کشتن آنها را توصیف کرد:
«به محض اینکه سکو در قلعه برپا شد، مردم با کامیون‌ها از لیتزمانشتات (ووچ) شروع به رسیدن به کولمهوف کردند... به مردم گفته شد که باید حمام کنند، لباس‌هایشان باید ضدعفونی شود و می‌توانند هر چیز با ارزشی را قبلاً برای ثبت تحویل دهند. وقتی لباس‌هایشان را درآوردند، آن‌ها را به زیرزمین قلعه و سپس از طریق یک راهرو به سکو و از آنجا به داخل ون گازی فرستادند. در قلعه، تابلوهایی با علامت «به سمت حمام‌ها» وجود داشت. ون‌های گازی، ون‌های بزرگی بودند، حدود ۴-۵ متر طول، ۲.۲ متر عرض و ۲ متر ارتفاع. دیوارهای داخلی با ورق فلزی پوشانده شده بود. یک شبکه چوبی در کف قرار داشت. کف ون دارای دریچه‌ای بود که می‌توانست به وسیله لوله فلزی قابل جدا شدن به اگزوز متصل شود. وقتی کامیون‌ها پر از مردم می‌شدند، درهای دوتایی عقب بسته می‌شد و اگزوز به داخل ون متصل می‌شد»— اس‌اس-شارفورر والتر بورمایستر، روزهای خوب قدیم
در اواخر فوریه ۱۹۴۲، دبیر شورای محلی لهستان در چلمنو، استانیسلاو کاشینسکی (متولد ۱۹۰۳)، به دلیل تلاش برای جلب توجه عمومی به آنچه در اردوگاه انجام می‌شد، دستگیر شد. او مورد بازجویی قرار گرفت و سه روز بعد در ۲۸ فوریه ۱۹۴۲، نزدیک یک کلیسا به همراه همسرش اعدام شد.
بیش از ۴۵۰۰ یهودی چک از پراگ قبل از مه ۱۹۴۲ به گتوی ووچ فرستاده شدند.

### فرآیند کشتار
در پنج هفته اول، قربانیان قتل فقط از مناطق نزدیک بودند. با رسیدن به مقصد نهایی خود قبل از «حمل و نقل» به آلمان و اتریش، یهودیان در حیاط عمارت شلسلاگر پیاده شدند، جایی که مردان اس‌اس با پوشیدن کت‌های سفید و تظاهر به پزشک بودن با یک مترجم که قبلاً از زندان گشتاپو در پوزنان آزاد شده بود، منتظر آنها بودند. قربانیان به یک اتاق بزرگ خالی هدایت شدند و دستور داده شد که لباس‌های خود را درآورند؛ لباس‌های آنها برای ضدعفونی انباشته شد. به آنها گفته شد که تمام اسکناس‌های پنهان شده در طول بخارپزی نابود خواهند شد و باید برای نگهداری ایمن تحویل داده شوند. گاهی اوقات با یک افسر آلمانی که به عنوان یک ارباب محلی با کلاه تیرولی لباس پوشیده بود، مواجه می‌شدند که اعلام می‌کرد برخی از آنها در آنجا خواهند ماند.
فقط با لباس زیر، با زنان مجاز به نگه داشتن لیزپوش، قربانیان به زیرزمین و از طریق رمپ به پشت یک ون گاز که هر کدام از ۵۰ تا ۷۰ نفر (اوپل بلیتز) و تا ۱۵۰ نفر (ماگیروس) را در خود جای می‌داد، منتقل شدند. وقتی ون پر شد، درها بسته شدند و موتور روشن شد. شاهدان زنده فریادهای آنها را شنیدند که از خفگی می‌مردند. بعد از حدود ۵-۱۰ دقیقه، ون‌های پر از اجساد به اردوگاه جنگلی رانده شدند. ون‌ها به گورهای دسته‌جمعی تخلیه شدند و توسط Waldkommando تمیز شدند قبل از اینکه به عمارت بازگردند. شارفورر والتر بورمایستر، راننده ون گاز، اطمینان حاصل کرد که وسیله نقلیه او «از ترشحات افرادی که در آن مرده بودند تمیز شود. سپس دوباره برای گاز گرفتن در بارگیری استفاده می‌شد».

### قتل یهودیان از گتو ووچ

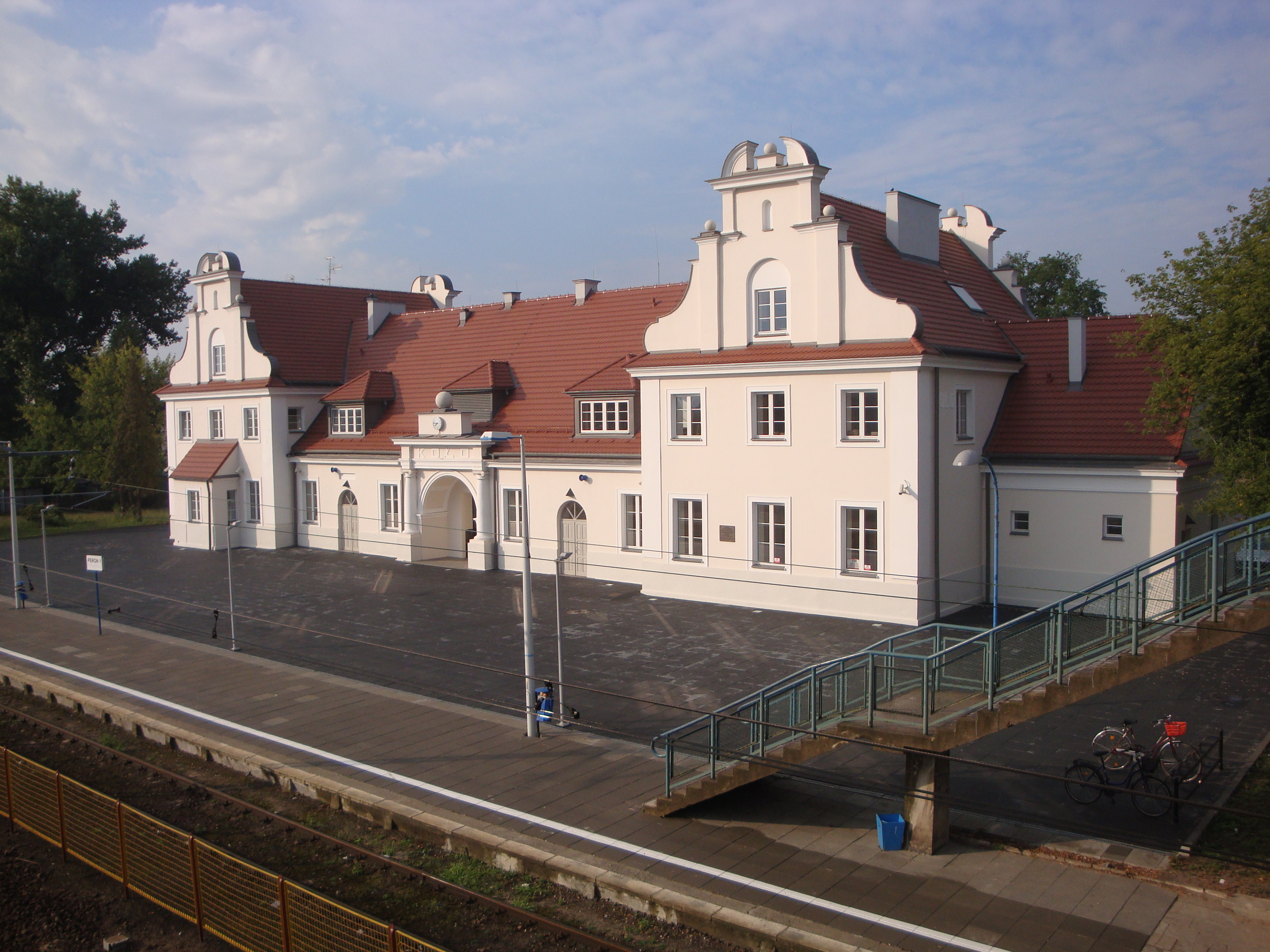
ایستگاه قطار کوو

در ۱۶ ژانویه ۱۹۴۲، اس‌اس و پلیس تبعیدها از گتو ووچ را که دو هفته به طول انجامید، آغاز کردند.  مقامهای آلمانی با کمک اوردنونگس‌پولیتسای ۱۰۰۰۰ یهودی لهستانی را بر اساس انتخاب توسط یودن‌رات گتو جمع‌آوری کردند. قربانیان از ایستگاه قطار رادوگوشچ در ووچ به ایستگاه راه‌آهن کوو، شمال غربی چلمنو منتقل شدند. در آنجا، پرسنل اس‌اس و پلیس نظارت بر انتقال زندانیان از قطارهای باری و همچنین مسافری، به قطارهای باری کوچکتر که بر روی ریل‌های باریک حرکت می‌کردند، که آنها را از کووو به ایستگاه بسیار کوچکتر پاویرچیه، درست خارج از چلمنو منتقل کردند.
از آنجا که جمع‌آوری‌ها در لودز معمولاً در صبح انجام می‌شد، معمولاً بعدازظهر بود که یهودیان از قطارهای هولوکاست در پاویرچیه پیاده می‌شدند. بنابراین، آنها به یک آسیاب متروکه در زاوادکی که حدود دو کیلومتر فاصله داشت، هدایت شدند و شب را در آنجا گذراندند. صبح روز بعد، یهودیان از زاوادکی با کامیون منتقل شدند، به تعداد که در مقصد به راحتی کنترل می‌شدند. قربانیان بلافاصله پس از رسیدن به عمارت «پردازش» شدند. از اواخر ژوئیه ۱۹۴۲، قربانیان مستقیماً از پاویرچیه به اردوگاه آورده شدند پس از اینکه خط راه‌آهن منظم که کوو را به دابی متصل می‌کرد، بازسازی شد؛ و پل بر روی رودخانه رگیلوکا تعمیر شده بود.

## زوندرکوماندو
پرسنل آلمانی اس‌اس زندانیان جوان یهودی را از حمل و نقل‌های ورودی انتخاب کردند تا به زوندرکوماندو (واحد ویژه) اردوگاه بپیوندند، یک واحد ویژه متشکل از ۵۰ تا ۶۰ نفر که در اردوگاه دفن جنگلی مستقر بودند. آنها اجساد را از ون‌های گاز خارج کرده و در گورهای دسته‌جمعی قرار می‌دادند. خندق‌های بزرگ به سرعت پر شدند، اما بوی اجساد در حال تجزیه شروع به نفوذ به مناطق اطراف از جمله روستاهای نزدیک کرد. در بهار ۱۹۴۲، اس‌اس دستور سوزاندن اجساد در جنگل را صادر کرد. اجساد بر روی شبکه‌های هوای باز ساخته شده از صفحات بتنی و ریل‌های راه‌آهن سوزانده شدند؛ لوله‌ها برای کانال‌های هوا استفاده می‌شدند و تشت‌های خاکستر طولانی در زیر شبکه ساخته شده بودند. بعداً، یهودیان زوندرکوماندو مجبور شدند گورهای دسته‌جمعی را نبش قبر کرده و اجساد دفن شده قبلی را بسوزانند. علاوه بر این، آنها لباس‌های قربانیان را مرتب می‌کردند و مدفوع و خون را از ون‌ها تمیز می‌کردند.

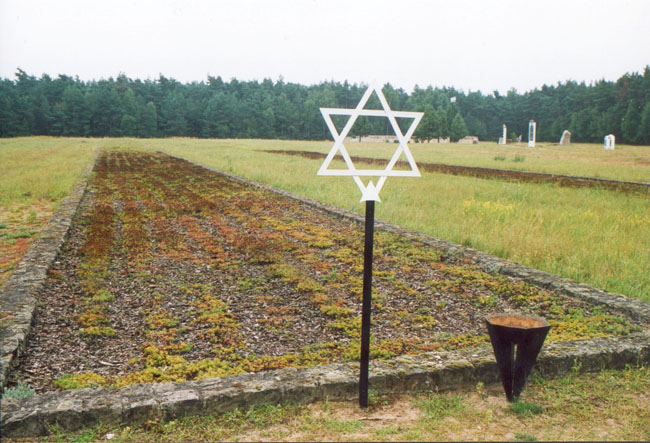
گور دسته‌جمعی در اردوگاه جنگلی (Waldlager) اردوگاه مرگ خلمنو

یک گروه کوچک متشکل از حدود ۱۵ یهودی در عمارت کار می‌کردند، مرتب‌سازی و بسته‌بندی اموال قربانیان. بین هشت تا ده صنعتگر ماهر در آنجا کار می‌کردند تا کالاهایی برای اس‌اس زوندرکوماندو تولید یا تعمیر کنند.
به طور دوره‌ای، اس‌اس اعضای واحد ویژه یهودی را اعدام می‌کرد و آنها را با کارگران انتخاب شده از حمل و نقل‌های اخیر جایگزین می‌کرد. اس‌اس مسابقات پرش و مسابقات دویدن را در میان زندانیان که با زنجیر به مچ پا بسته شده بودند، برگزار می‌کرد تا تعیین کند که چه کسی برای ادامه کار مناسب است. بازندگان چنین مسابقاتی تیراندازی می‌شدند.

## مراحل عملیات اردوگاه
فرآیند اولیه کشتار که توسط اس‌اس از ۸ دسامبر ۱۹۴۱ تا اواسط ژانویه ۱۹۴۲ انجام شد، به منظور قتل یهودیان از تمام شهرها و روستاهای نزدیک بود که برای استعمار آلمان (Lebensraum) در نظر گرفته شده بودند. از اواسط ژانویه ۱۹۴۲، اس‌اس و پلیس نظم شروع به انتقال یهودیان در قطارهای باربری و مسافری شلوغ از ووچ کردند. تا آن زمان، یهودیان نیز به ووچ از آلمان، بوهم و موراویا و لوکزامبورگ تبعید شده بودند و در آن زمان در حمل و نقل‌ها گنجانده شده بودند. این حمل و نقل‌ها شامل بیشتر ۵۰۰۰ کولی‌ها بودند که از اتریش تبعید شده بودند. در طول سال ۱۹۴۲، یهودیان از Wartheland هنوز در حال «پردازش» بودند؛ در مارس ۱۹۴۳ اس‌اس اعلام کرد که منطقه «عاری از یهود» (judenfrei) است. دیگر قربانیانی که در مرکز کشتار به قتل رسیدند شامل چند صد لهستانی و زندانیان جنگی شوروی بودند.

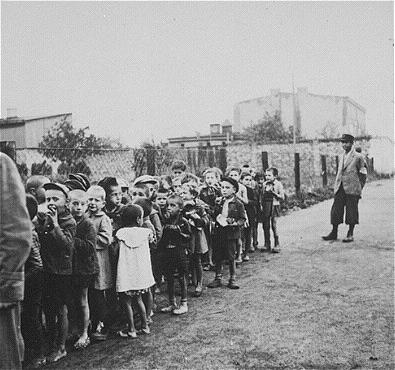
کودکان یهودی از گتو ووچ به اردوگاه مرگ خلمنو تبعید شدند

در طول تابستان ۱۹۴۲، فرمانده جدید بوتمان تغییرات قابل توجهی در تکنیک‌های قتل اردوگاه ایجاد کرد. این تغییر به دلیل دو حادثه در مارس و آوریل همان سال بود. اول، ون گاز در بزرگراه خراب شد در حالی که پر از قربانیان زنده بود. بسیاری از رهگذران فریادهای بلند آنها را شنیدند. بلافاصله پس از آن، ون زاورر در حالی که راننده در حال گاز دادن به موتور در رمپ بارگیری بود، منفجر شد؛ محفظه گاز پر از یهودیان زنده بود. انفجار درب قفل شده عقب را منفجر کرد و قربانیان داخل را به شدت سوزاند. رانندگان تعویض شدند. اصلاحات بوتمان شامل افزودن سم به بنزین بود. شواهدی وجود دارد که مقداری پودر قرمز و مایعی از آلمان توسط شرکت حمل و نقل «ماکس سادو» تحویل داده شد تا قربانیان سریع‌تر به قتل برسند. تغییر عمده دیگر شامل پارک کردن ون‌های گاز در حالی که زندانیان به قتل می‌رسیدند بود. آنها دیگر در مسیر به منطقه سوزاندن جنگل با قربانیان زنده داخل رانده نمی‌شدند.
پس از نابودی تقریباً تمام یهودیان منطقه Wartheland، در مارس ۱۹۴۳ آلمانی‌ها مرکز کشتار خلمنو را بستند، در حالی که عملیات راینهارد هنوز در جاهای دیگر در حال انجام بود. دیگر اردوگاه‌های مرگ روش‌های سریع‌تری برای قتل و سوزاندن مردم داشتند. خلمنو بخشی از راینهارد نبود. اس‌اس دستور تخریب کامل Schlosslager، همراه با خانه اربابی که تخریب شد را صادر کرد. برای پنهان کردن بینات جنایات جنگی اس‌اس، از سال ۱۹۴۳ به بعد، آلمانی‌ها دستور دادند که تمام بقایا استخراج و اجساد در خندقهای سوزاندن هوای آزاد توسط واحد دستور ویژه ۱۰۰۵ سوزانده شوند. استخوان‌ها با چکش روی سیمان خرد شده و به خاکستر اضافه شدند. این‌ها هر شب در کیسه‌هایی از پتو به رودخانه وارتا (یا به رودخانه نر) در طرف دیگر زاوادکا حمل می‌شدند، جایی که از پل و از یک قایق کف‌تخت به آب ریخته می‌شدند. در نهایت، مقامهای اردوگاه یک ماشین خردکن استخوان (Knochenmühle) از شرکت Schriever and Co. در هامبورگ خریدند تا فرآیند را تسریع کنند.

### مرحله نهایی نابودی
در ۲۳ ژوئن ۱۹۴۴، با وجود تخریب قبلی «قصر»، اس‌اس عملیات گازدهی را در خلمنو از سر گرفت تا نابودی ۷۰,۰۰۰ زندانی یهودی باقی‌مانده از گتوی ووچ را کامل کند، آخرین گتو در لهستان اشغالی که برای آلمانی‌ها تدارکات جنگی تولید می‌کرد. گروه ویژه «بوتمان» به جنگل بازگشت و قتل قربانیان را در یک اردوگاه کوچکتر، شامل باراک‌های چوبی جدید و آتش‌سوزی‌های جدید از سر گرفت. 
ابتدا، قربانیان به کلیسای بی‌حرمت شده در چلمنو برده شدند، جایی که در صورت لزوم شب را می‌گذراندند و بسته‌های خود را در راه به منطقه پذیرش رها می‌کردند. آنها به جنگل رانده می‌شدند، جایی که مقامهای اردوگاه دو باراک محصور برای برهنه شدن قبل از «دوش» و دو خندق سوزاندن هوای آزاد جدید ساخته بودند. اس‌اس و پلیس قربانیان را در حالی که لباس‌های خود را در می‌آوردند و جواهرات خود را قبل از ورود به ون‌های گاز تحویل می‌دادند، نگهبانی می‌کردند. 
در این مرحله نهایی عملیات اردوگاه، حدود ۲۵,۰۰۰ یهودی به قتل رسیدند. اجساد آنها بلافاصله پس از مرگ سوزانده شدند. از اواسط ژوئیه ۱۹۴۴، اس‌اس و پلیس شروع به تبعید ساکنان باقی‌مانده گتو ووچ به آشویتس-بیرکناو کردند.
در سپتامبر ۱۹۴۴، اس‌اس یک گروه جدید واحد دستور ویژه ۱۰۰۵از زندانیان یهودی از خارج از منطقه Wartheland را برای استخراج و سوزاندن بقایای اجساد و حذف بینات عملیات قتل‌عام آورد. یک ماه بعد، اس‌اس حدود نیمی از گروه ۸۰ نفره را پس از انجام بیشتر کارها اعدام کرد. ون‌های گاز به برلین بازگردانده شدند. کارگران یهودی باقی‌مانده درست قبل از عقب‌نشینی آلمانی‌ها از مرکز کشتار خلمنو در ۱۸ ژانویه ۱۹۴۵ اعدام شدند، زیرا ارتش شوروی نزدیک می‌شد (دو روز بعد به اردوگاه رسید). 
زندانی یهودی ۱۵ ساله سیمون سربنیک تنها کسی بود که از آخرین اعدام‌ها با یک زخم گلوله به سر جان سالم به در برد. مورخان تخمین می‌زنند که اس‌اس بین دسامبر ۱۹۴۱ و مارس ۱۹۴۳، و از ۲۳ ژوئن ۱۹۴۴ تا پیشروی ارتش شوروی، دست‌کم ۱۵۲,۰۰۰ تا ۱۸۰,۰۰۰ نفر را در خلمنو به قتل رساندند. لازم به ذکر است که گزارشی در سال ۱۹۴۶–۴۷ توسط  تعداد را نزدیک به ۳۴۰,۰۰۰ بر اساس یک رویکرد آماری قرار داد، زیرا مقامهای اردوگاه تمام بارنامه‌ها را در تلاشی برای پنهان کردن اقدامات خود نابود کرده بودند.